# Rechterbach
Der Rechterbach (oder Rechter Bach) ist ein linker Nebenfluss der Amel in Ostbelgien.

## Verlauf
Der Rechterbach entspringt in 530 Metern Höhe in der Nähe des Weilers Oberst-Crombach nördlich von Hinderhausen und fließt in nördlicher Richtung. Nach rund sechs Kilometern erreicht er das Dorf Recht, ein Ortsteil der Stadtgemeinde Sankt Vith. Dort befinden sich einige Teiche im Bachtal. In Recht wird der Bach durch die als Kulturdenkmal geschützte historische Schafsbrücke überquert.
Weiter nach Norden fließend erreicht der Rechterbach das Gebiet der Gemeinde Malmedy, wobei er auch die deutsch-französische Sprachgrenze passiert. Kurz bevor er nach etwa elf Kilometern Fließweg beim Ortsteil Pont in die Amel mündet, wird er durch die Autobahn A27 überspannt.

## Naturschutzgebiet
Im mittleren Tal des Rechterbachs wurde das Naturschutzgebiet Rechterbach ausgewiesen, in dem unter anderem die Moorlilie vorkommt.